# Theoretical Economics
Theoretical Economics (TheorEcon; Теоретическая экономика) – специализированный экономический журнал; издание основано в 2006 г. Обществом экономической теории.
В журнале публикуются исследования во всех областях экономической теории; статьи эмпирического и экспериментального содержания принимаются редакцией при условии если они содержат надежный и прогрессивный теоретический компонент.
В редакционный совет журнала входят известные экономисты: А. Мас-Колелл, Р. Реднер, Т. Сарджент и др.
Периодичность выхода – 3 номера в год.